# Joacim Ernstsson
Joacim Ernstsson, (født 19. september 1982) er en svensk håndboldspiller der spiller som playmaker for Team Tvis Holstebro. Han har tidligere spillet for Kolding, han kom til klubben på samme tid som Patrik Olsson.
Han er notet 30 a-landskampe for det det svenske landshold